# Neotheronia fumosa
Neotheronia fumosa là một loài tò vò trong họ Ichneumonidae.